# Schäferbuche
Die Schäferbuche ist eine Rotbuche in der Gemeinde Dobbin-Linstow des Landkreises Rostock. Sie gehört mit über 8 Metern Stammumfang und 23 Metern Höhe zu den größten bekannten Buchen des Landes Mecklenburg-Vorpommern. Das bemerkenswerte und besondere Wahrzeichen in der Feldmark wurde 1987 durch einen Beschluss des Kreistages Güstrow als Naturdenkmal ausgewiesen.

## Geschichte
Der polyklonale Baum besteht aus ursprünglich drei Kernen. Sein Alter wird auf etwa 300 Jahre geschätzt. Unklar ist, ob es sich um eine Büschelpflanzung oder natürliches Wachstum handelt. In der verkrüppelten Rinde sind überwallte Verbissschäden durch Wild- oder Nutztiere sichtbar. In der Hütewaldwirtschaft wurden Haustiere unter derartige Bäume getrieben, um sie mit ihren Früchten zu füttern. Die Buche ist vom Brandkrustenpilz befallen, der eine Moderfäule verursacht und die Bruchgefahr erhöht. Obwohl ein Starkast herausgebrochen ist, zeigt der Baum eine gute Vitalität. Die Buche wurde sich selbst überlassen. Um die Gefahrenstelle zu meiden, wurde der vorbeiführende Radweg Berlin–Kopenhagen verlegt. 
Der Name des Baumes soll darauf zurückzuführen sein, dass Schäfer und Herde unter der ausladenden Krone Schutz suchten.